# Орен (река)
Орен (ивр. נחל אורן‎, нахаль-орен, араб. وادي الفلاح‎, вади-фалах) — пересыхающая река в Израиле, на горе Кармель, впадающая в Средиземное море. Самая длинная река на горе Кармель.
Река начинается к северу от города Далият-эль-Кармель и течёт в глубоком каньоне, сложенном меловыми, туфовыми и доломитовыми скалами, после чего впадает в Средиземное море к северу от Атлита.
В верховьях река течёт то через неглубокие впадины, то через глубокие и узкие каньоны, на берегах растёт средиземноморский субтропический лес. У истока ручьи протекают в меловых и мергелевых породах, среди сельскохозяйственных террас. После первого узкого участка река попадает во впадину Алон, образовавшуюся в результате эрозии вулканического туфа. Неплодородные туфовые почвы практически лишены растительности. После впадины река опять течёт через каньон, где её подпитывают источники Алон и Орен, этот участок арабы называют Вади-Шалала. Начиная с эпохи крестоносцев их воды отводились в канал, где стояла единственная на Кармеле мельница. После этого река делает большую петлю на север, а потом на юг, затем течёт прямо на запад, пока не впадает в Средиземное море.
На холме на северо-западе впадины Алон расположены руины древнего поселения, где жили люди начиная с каменного века и до эпохи мамлюков.